# دیمیتری لئونیداس
دیمیتری لئونیداس (انگلیسی: Dimitri Leonidas؛ زادهٔ ۱۴ نوامبر ۱۹۸۷) هنرپیشه اهل بریتانیا است. وی از سال ۲۰۰۱ میلادی تاکنون مشغول فعالیت بوده‌است.
از فیلم‌ها یا برنامه‌های تلویزیونی که وی در آن نقش داشته‌است می‌توان به سنچوریون، مردان آثار یادبود، گلاب، و نابغه اشاره کرد.